# 新日本新聞社
新日本新聞社（しんにほんしんぶんしゃ）とは、かつて大阪市で「新日本新聞」を発行していた新聞社である。
創立者の進藤信義は戦前に神戸新聞社社長であったものの1941年に軍部の圧力で辞任に追い込まれていた。1946年に新日本新聞を創立したものの、進藤が後に公職追放されたこともあって1948年に倒産した。京都市に編集部があった当時は、司馬遼太郎や清岡純子が勤務していた。